# Demonax brevespinosus
Demonax brevespinosus är en skalbaggsart som beskrevs av Maurice Pic 1926. Demonax brevespinosus ingår i släktet Demonax och familjen långhorningar.
Artens utbredningsområde är Laos. Inga underarter finns listade i Catalogue of Life.